# Гурфалер
Гурфале́р, Ґурфалер (фр. Gourfaleur) — колишній муніципалітет у Франції, у регіоні Нормандія, департамент Манш. Населення — 461 осіб (2011).
Муніципалітет був розташований на відстані близько 260 км на захід від Парижа, 55 км на захід від Кана, 4 км на південний захід від Сен-Ло.

## Історія
До 2015 року муніципалітет перебував у складі регіону Нижня Нормандія. Від 1 січня 2016 року належав до нового об'єднаного регіону Нормандія.
1 січня 2016 року Гурфалер, Ла-Мансельєр-сюр-Вір, Сен-Ромфер i Сен-Самсон-де-Бонфоссе було об'єднано в новий муніципалітет Бургвалле.

## Демографія
Динаміка населення (Insee ):
Розподіл населення за віком та статтю (2006):
| Стать | Всього | До 15 років | 15-24 | 25-44 | 45-64 | 65-85 | Понад 85 |
| --- | ------ | ----------- | ----- | ----- | ----- | ----- | -------- |
| Чоловіки | 220    | 36          | 20    | 52    | 84    | 28    | 0        |
| Жінки | 204    | 36          | 20    | 36    | 76    | 36    | 0        |
| \| Статево-вікова піраміда \| Статево-вікова піраміда \| Статево-вікова піраміда \| \| ----------------------- \| ----------------------- \| ----------------------- \| \| Чоловіки \| Вік \| Жінки \| \| 0 \| 85 + \| 0 \| \| 4 \| 80-84 \| 16 \| \| 8 \| 75-79 \| 4 \| \| 12 \| 70-74 \| 12 \| \| 4 \| 65-69 \| 4 \| \| 16 \| 60-64 \| 20 \| \| 40 \| 55-59 \| 8 \| \| 16 \| 50-54 \| 20 \| \| 12 \| 45-49 \| 28 \| \| 8 \| 40-44 \| 0 \| \| 20 \| 35-39 \| 8 \| \| 16 \| 30-34 \| 20 \| \| 8 \| 25-29 \| 8 \| \| 12 \| 20-24 \| 0 \| \| 8 \| 15-20 \| 20 \| \| 4 \| 10-14 \| 4 \| \| 16 \| 5-9 \| 8 \| \| 16 \| 0-4 \| 24 \| |        |             |       |       |       |       |          |
| Статево-вікова піраміда |        |             |       |       |       |       |          |
| Чоловіки | Вік    | Жінки       |       |       |       |       |          |
| 0 | 85 +   | 0           |       |       |       |       |          |
| 4 | 80-84  | 16          |       |       |       |       |          |
| 8 | 75-79  | 4           |       |       |       |       |          |
| 12 | 70-74  | 12          |       |       |       |       |          |
| 4 | 65-69  | 4           |       |       |       |       |          |
| 16 | 60-64  | 20          |       |       |       |       |          |
| 40 | 55-59  | 8           |       |       |       |       |          |
| 16 | 50-54  | 20          |       |       |       |       |          |
| 12 | 45-49  | 28          |       |       |       |       |          |
| 8 | 40-44  | 0           |       |       |       |       |          |
| 20 | 35-39  | 8           |       |       |       |       |          |
| 16 | 30-34  | 20          |       |       |       |       |          |
| 8 | 25-29  | 8           |       |       |       |       |          |
| 12 | 20-24  | 0           |       |       |       |       |          |
| 8 | 15-20  | 20          |       |       |       |       |          |
| 4 | 10-14  | 4           |       |       |       |       |          |
| 16 | 5-9    | 8           |       |       |       |       |          |
| 16 | 0-4    | 24          |       |       |       |       |          |

## Економіка
2010 року серед 287 осіб працездатного віку (15—64 років) 205 були активними, 82 — неактивними (показник активності 71,4%, у 1999 році було 71,8%). З 205 активних мешканців працювала 191 особа (102 чоловіки та 89 жінок), безробітними було 14 (7 чоловіків та 7 жінок). Серед 82 неактивних 23 особи були учнями чи студентами, 48 — пенсіонерами, 11 були неактивними з інших причин.

У 2010 році в муніципалітеті числилось 191 оподатковане домогосподарство, у яких проживали 476,5 особи, медіана доходів виносила 18 683 євро на одного особоспоживача